# Ixtlilxochitl Ier
Ne doit pas être confondu avec Fernando de Alva Cortés Ixtlilxochitl.
Ixtlilxochitl Ier fut le dirigeant (tlatoani) de la cité-État de Texcoco des Acolhuas de 1409 à 1418 et le père du fameux roi poète Nezahualcoyotl.

## Biographie
Ixtlixochitl Ier devint tlatoani de Texcoco en 1409 après la mort de son père, Techotlalatzin. Il semble que ce dernier était arrivé à un modus vivendi avec son puissant voisin, Tezozomoc, le tlatoani tépanèque d'Azcapotzalco.
Clamant sa descendance des semi-légendaires souverains chichimèques Xolotl and Nopaltzin, Ixtlilxochitl revendiqua le titre de «Chichimeca tecuhtli». Plutôt que d'épouser la fille de Tezozomoc, il préféra une union avec la fille de Huitzilihuitl, le tlatoani de Tenochtitlan. Tezozomoc prit ombrage de ses prétentions et lui envoya du coton en lui demandant qu'il soit filé. Durant plusieurs années, Ixtlilxochitl continua à s'acquitter de cette forme de tribut.
Comme le souverain tépanèque lui envoyait des quantités toujours plus grandes de coton, Ixtlilxochitl refusa. Ce qui équivalait à une déclaration de guerre. La fortune des armes changea plusieurs fois de camp. Le premier assaut des Tépanèques fut repoussé. Tezozomoc forma alors une nouvelle coalition. Ixtlilxochitl lança un assaut contre Azcapotzalco et fut à deux doigts de réussir. Il ne pouvait cependant pas compter sur le soutien de tous les Acolhuas. Trahi, il abandonna Texcoco et se réfugia sur les pentes du mont Tláloc avec son fils Nezahualcoyotl.
L'épisode de sa mort est célèbre : il apprit l'arrivée de l'ennemi et demanda alors à ses derniers compagnons de le laisser seul, puis fit face à ses assaillants qui le tuèrent. Son fils Nezahualcoyotl assista à la scène, caché dans un arbre.